# Crime (romanzo)
Crime è un romanzo di Irvine Welsh, uscito nel 2008, e pubblicato in Italia nel 2009.
Nel 2021, un adattamento televisivo in 6 episodi di Crime, con Dougray Scott nei panni del detective Lennox, è stato lanciato nel Regno Unito. Si tratta del primo adattamento televisivo mai realizzato a partire da un libro di Irvine Welsh, che ha preso parte al progetto in prima persona.

## Edizioni in italiano
- Irvine Welsh; Crime: romanzo, traduzione di Massimo Bocchiola, Guanda, Parma 2009 ISBN 978-88-6088-847-1
- Irvine Welsh, Crime, legge: Romano De Colle, Centro Internazionale del Libro Parlato, Feltre 2011

## Adattamento televisivo
Il 23 luglio 2020, BritBox ha annunciato che Irvine Welsh avrebbe adattato Crime in una miniserie di sei episodi per il servizio di streaming. La serie di sei episodi, co-scritta da Welsh e Dean Cavanagh e interpretata da Dougray Scott nel ruolo di Ray Lennox, è stata trasmessa in anteprima su BritBox il 18 novembre 2021.